# Weinhübel
Weinhübel (bis 1936 Posottendorf-Leschwitz; obersorbisch Lešojcy) ist seit dem 1. Januar 1949 ein Stadtteil der Kreisstadt Görlitz.

## Name
Weinhübel hieß bis 1936 Posottendorf-Leschwitz und wurde im Rahmen der Umbenennung sorbischer Ortsnamen unter nationalsozialistischer Herrschaft in „Weinhübel“ umbenannt. Der Name Weinhübel knüpft an die Bezeichnung des Weinbergs und der Weinlache in der südlichen Kernstadt an. Der Weinberg wurde erstmals im 14. Jahrhundert erwähnt und im Mittelalter wurde auf dem Südhang Wein angebaut.

## Lage

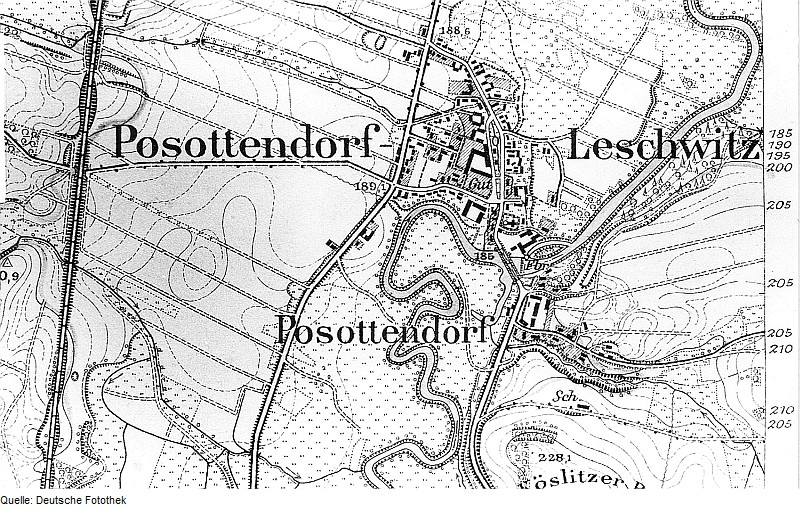
Posottendorf-Leschwitz auf einem Messtischblatt von 1886

Der Stadtteil Weinhübel befindet sich südlich der Görlitzer Kernstadt an der Bundesstraße 99, die Görlitz mit dem südlich gelegenen Zittau verbindet. Weinhübel liegt 189 m ü. NN. Östlich begrenzt die Lausitzer Neiße den Stadtteil und bildet zugleich die Staatsgrenze zu Polen. Die Gemeinde Posottendorf-Leschwitz bestand aus zwei Ortschaften. Leschwitz befand sich westlich der Neiße und Posottendorf östlich des Flusses. Die Flur des ehemaligen Gemeindeteils Posottendorf liegt somit heute auf polnischen Territorium. Posottendorf existiert in seiner einstigen Form heute nicht mehr. Die Gemarkung heißt heute Lasowice und gehört zum Schulzenamt Koźlice.
Der historische Ortskern von Leschwitz befindet sich an einer Schleife der Neiße. An der höchsten Stelle erhebt sich die Leschwitzer Dorfkirche – die evangelische Auferstehungskirche. Etwa 100 Meter südlich der Kirche befand sich die Neißebrücke, die Leschwitz und Posottendorf verband. Nordöstlich des alten Ortskerns schließen sich die ausgedehnten Neißewiesen an. Hier befinden sich zum Teil auch Garten- und Wochenendgrundstücke. Ein großer Teil der Neißewiesen ist Trinkwasserschutzgebiet. Nördlich von Weinhübel schließt sich das ehemalige Volksbad am Weinberg und die Weinlache, ein toter Nebenarm der Neiße an.
Im Norden grenzt die Südstadt und im Nordwesten der Stadtteil Biesnitz an Weinhübel. Südlich schließt sich die ehemalige Ortschaft Deutsch Ossig an. Die heutige Wüstung liegt am Berzdorfer See.

## Geschichte
Die Besiedlung der Umgebung reicht bis in die Jüngeren Steinzeit zurück. Dies belegen eine Knaufhammeraxt und eine breite Feldhacke, die in den 1930er Jahren ausgegraben wurden. Bei weiteren Grabungen in einem Flachgräberfeld zwischen der heutigen Friedrich-Engels-Straße und der Leschwitzer Straße im gleichen Zeitraum konnten Exponate aus der Bronze- bzw. Frühen Bronzezeit geborgen werden. Bereits vor 1300 lebten in dem Gebiet germanische und slawische Stämme.
Erstmals erwähnt wurden die Ortschaften in einem Görlitzer Stadtbuch aus dem Jahr 1305. Der Name Leschwitz geht auf einen altsorbischen Personennamen Leš zurück (vgl. Löschau). Im Jahr 1337 wurde in einem Zinsbrief Königs Johann von Böhmen erstmals die Kirche genannt, jedoch stammt diese vermutlich bereits aus der Zeit um 1300 und ist somit eine der ältesten Kirchen der Oberlausitz. Die Neißebrücke zwischen Posottendorf und Leschwitz erscheint erstmals 1367 in den Chroniken. Seit 1525 wurde in der Leschwitzer Dorfkirche evangelisch gepredigt.
Während des Hussitenkriegs 1429 in der Oberlausitz wurden die Orte, wie die anderen Görlitzer Vororte stark zerstört. Auch der Dreißigjährige Krieg und die Befreiungskriege 1813 verwüsteten die beiden Ortschaften. Nach dem Prager Frieden von 1635 musste Böhmen die Oberlausitz und somit auch die Ortschaften Leschwitz und Posottendorf an das Kurfürstentum Sachsen abtreten. Gemäß dem Wiener Kongress wechselte die östliche Oberlausitz 1815 vom Königreich Sachsen zum Königreich Preußen. Leschwitz und Posottendorf gehörten dem Landkreis Görlitz an.

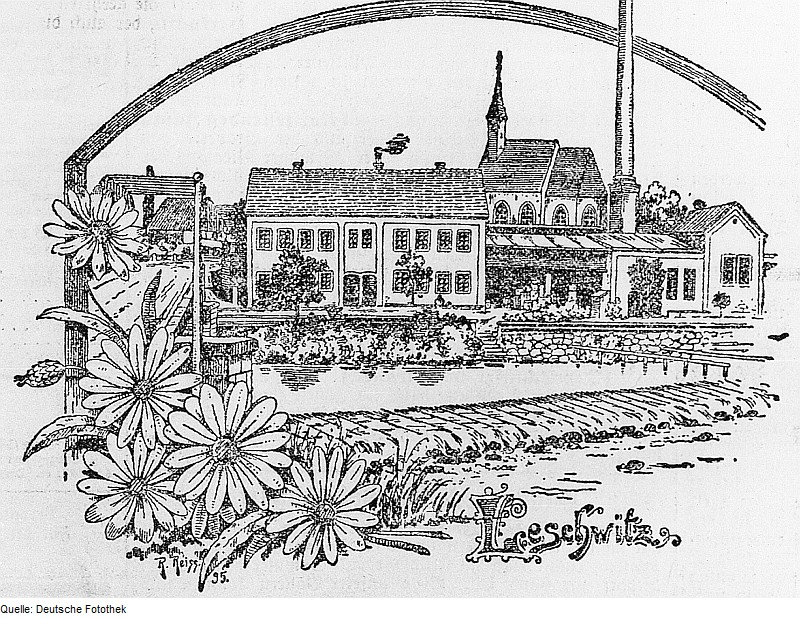
Abbildung der Tuchfabrik, der Kirche und der Brücke (links) aus dem Görlitzer Anzeiger

Im frühen 19. Jahrhundert wurde die Leschwitzer Rittergutsherrschaft geteilt und folglich ab 1830 zwischen dem Ober- und dem Niederdorf mit je einem Bauernhof unterschieden. An diese Zeit erinnert der 1814 errichtete Dreiseithof Seidenberger Straße 20. Im Jahr 1883 wurde die neue Neißebrücke zwischen Posottendorf und Leschwitz eröffnet. Der westliche Teil der Brücke war als Stahlfachwerkbrücke ausgeführt und überspannte die Neiße zwischen dem westlichen Brückenkopf und dem mittleren Flusspfeiler. Der anschließende östliche Teil wurde ohne Fachwerk auf zwei weiteren Pfeilern und dem östlichen Brückenkopf gelagert. Am östlichen Brückenkopf erhob sich das ehemalige Posottendorfer Rittergut. Im Jahr 1874 vereinigten sich Leschwitz und Posottendorf zur gemeinsamen Landgemeinde Posottendorf-Leschwitz. Seit 1908 umfasste der Amtsbezirk Leschwitz die Landgemeinde Posottendorf-Leschwitz und die Gutsbezirke Leschwitz und Posottendorf. Die Gutsbezirke wurden 1928 endgültig in die Landgemeinde eingegliedert.
Der Görlitzer Magistrat beanspruchte Ende des 19. Jahrhunderts Teile der Leschwitzer Flur für den Bau eines Wasserwerks, das die Wasserversorgung der Stadt sichern sollte. Das Wasserwerk wurde 1878 seiner Bestimmung übergeben.
Am 1. Juni 1875 eröffnete die Bahnstrecke Görlitz–Seidenberg, die in etwa einen Kilometer westlich am Ortskern von Leschwitz vorbeiführte. Auf Leschwitzer Flur entstand der Güterbahnhof Görlitz Vorstadt mit einem 2½-geschossigen Dienstgebäude. Der Güterbahnhof besaß zwei Gütergleise und ein 270 Meter langes Anschlussgleis zur Holzimprägnieranstalt Silbermann & Knothe. Nach dem Bau des zweiten Streckengleises 1910 wurde der Güterbahnhof zu Gunsten des Personenbahnhofs Posottendorf-Leschwitz aufgegeben. Am 2. Oktober 1910 wurde der Bahnhof Posottendorf-Leschwitz etwa 200 Meter weiter südlich eröffnet. In Höhe des Reichshofs führte die Bahnhofstraße von der Zittauer Straße bis zum Personenhalt.
Am 7. August 1930 wurde der westliche Ortsteil Leschwitz schließlich an das Görlitzer Straßenbahnnetz angeschlossen. Die Endstation befand sich am ehemaligen Schweizer Haus. Von dort verlief die Strecke entlang der Zittauer Straße vorbei an der Gaststätte Zeltgarten bis zum Schützenhaus, wo sie an das bestehende Straßenbahnnetz anschloss. Die Linie 1 verkehrte zwischen Leschwitz und Klinikum.
Im Jahr 1933 richteten die Nationalsozialisten in dem ehemaligen Fabrikgebäude an der Neiße ein sogenanntes Schutzhaftlager ein, in dem bis zu 1300 politische Gefangene inhaftiert waren. Das Lager, oftmals auch als KZ Leschwitz bezeichnet, wurde im Herbst 1933 aufgelöst. Am Kulturhaus an der Ecke Seidenberger Straße/Am Sande erinnert eine Gedenktafel an die Opfer.

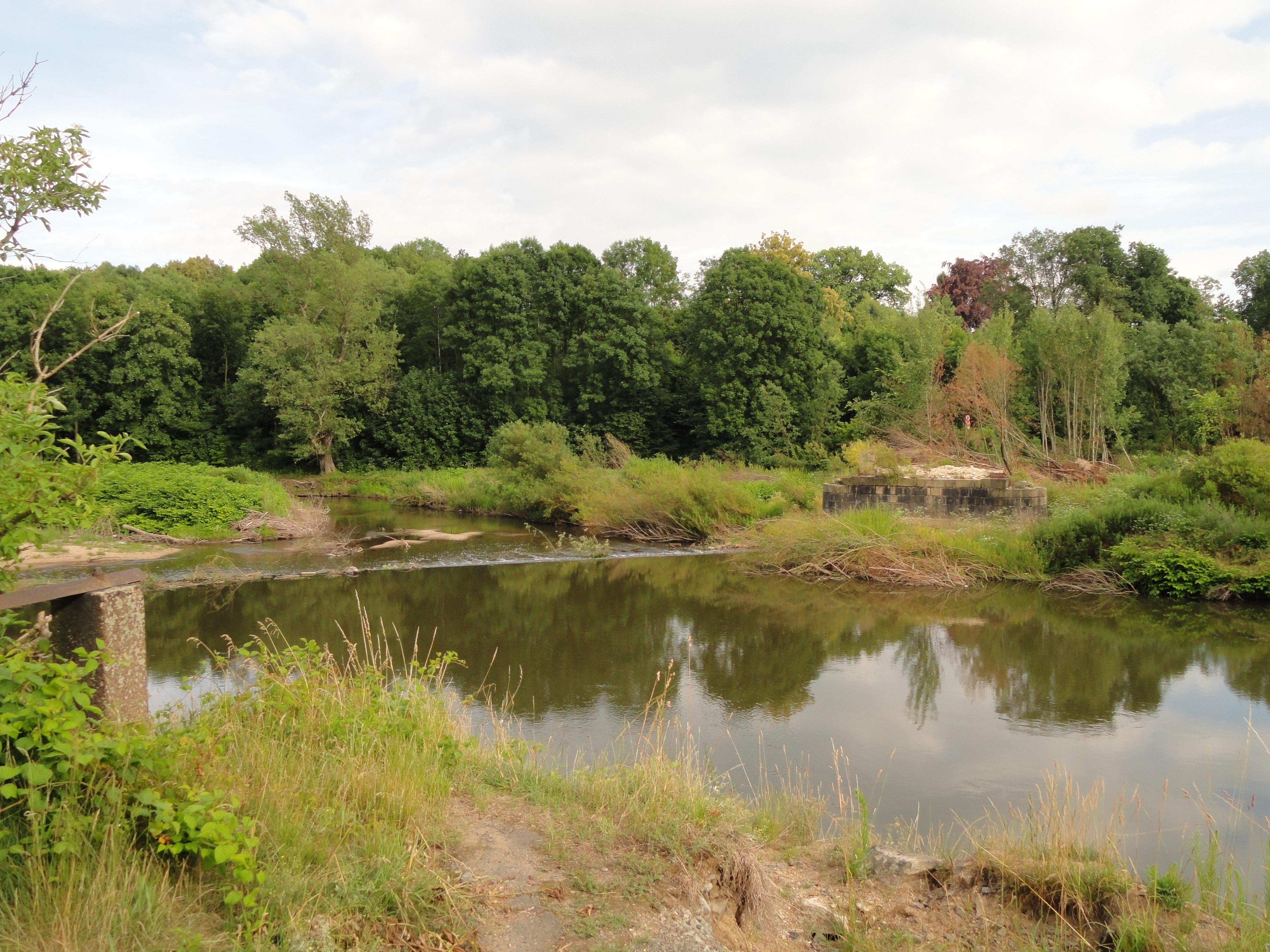
Die Brückenpfeiler der 1945 gesprengten Neißebrücke

Im Jahr 1936 benannten die Nationalsozialisten im Rahmen der Germanisierung von Ortsnamen die Gemeinde Posottendorf-Leschwitz in Weinhübel um. Am Abend des 7. Mai 1945 – dem letzten Kriegstag des Zweiten Weltkriegs – wurden sämtliche Neißebrücken in Görlitz und Umgebung gesprengt. Auch die Neißebrücke in Weinhübel fiel den Sprengkommandos der Wehrmacht zum Opfer.
Als Folge des Zweiten Weltkriegs wurden die Gebiete östlich der Neiße bei der Potsdamer Konferenz dem polnischen Staat zugeschlagen. Auch der ehemalige Ortsteil Posottendorf lag somit auf polnischem Territorium. Die Gemarkung der ehemaligen Ortschaft Posottendorf heißt heute Lasowice und gehört zum Schulzenamt Koźlice. Von dem einstigen Ort existieren heute nur noch drei Höfe. Das Posottendorfer Rittergut, das sich am östlichen Brückenkopf befand, existiert heute nicht mehr. Auch die Brücke wurde nicht wieder aufgebaut, jedoch wird im Gesamtverkehrskonzept der Stadt Görlitz angeregt, den Wiederaufbau für den touristischen Rad- und Fußgängerverkehr zu untersuchen.
An die Opfer der beiden Weltkriege erinnern auf dem Friedhof der Auferstehungskirche mehrere Denkmale. Den Gefallenen im Ersten Weltkrieg setzten die Freiwillige Feuerwehr und der Militärverein von Posottendorf-Leschwitz 1923 je ein Denkmal. An die Opfer im Zweiten Weltkrieg erinnert ein Holzkreuz mit der Aufschrift: „Christus spricht Ich bin die Auferstehung und das Leben. Den Opfern des Krieges 1939–1945“.

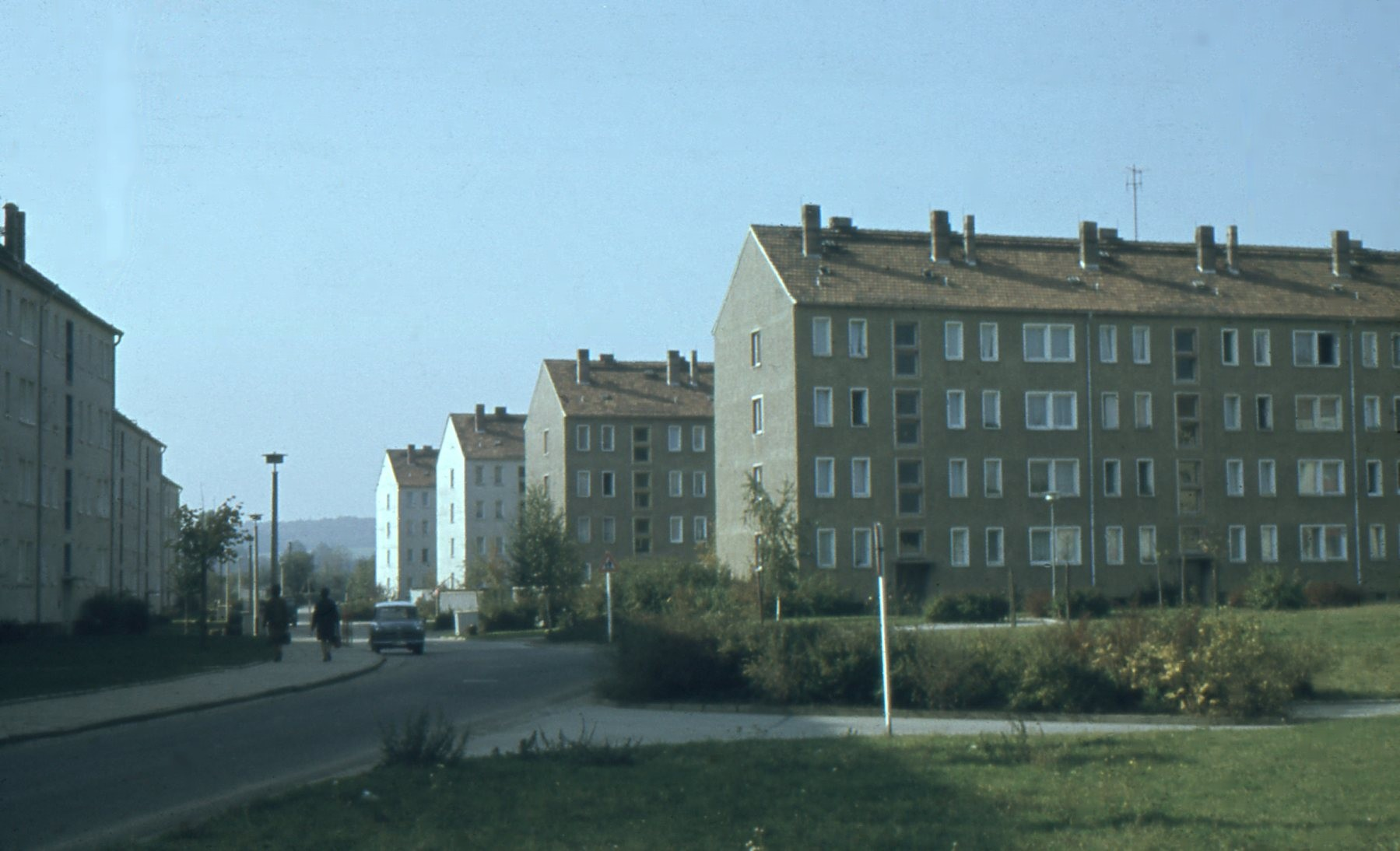
Plattenbauten an der Fritz-Heckert-Straße um 1970

Die Rückbenennung in Leschwitz fand nach dem Krieg nicht mehr statt. Im Jahr 1949 wurde Weinhübel in die Stadt Görlitz eingemeindet. Mit der Eingemeindung von Weinhübel hatte die Stadt ausgedehnte Bauflächen erhalten. 1956 begann der Bau von Reihenmietshäusern auf dem Areal zwischen Weinberg im Norden und alter Ortslage im Süden. 1973 war das Neubauviertel vollendet. Auch drei neue Schulkomplexe entstanden in dem Stadtteil. Am 23. Mai 1982 wurde der Straßenbahnverkehr zwischen der Haltestelle Goethestraße (früher: Schützenhaus)
und Weinhübel eingestellt und der Stadtteil an das städtische Busnetz angeschlossen. Erst am 7. Dezember 1991 wurde die Neubaustrecke den Weinberg hinab und durch das Neubauviertel bis hin zur neuen Wendeschleife an der Leschwitzer Straße eröffnet und somit der Stadtteil wieder an das Straßenbahnnetz angeschlossen.
In der Nachwendezeit wurden im Zuge des Stadtumbaus Ost einige Plattenbauten abgerissen. Die meisten Wohnblöcke konnten restauriert und nach aktuellen Gesichtspunkten saniert werden. Weinhübel hat sich die letzten Jahrzehnte in eine ländlich anmutende Gartenstadt gewandelt.

## Verkehr

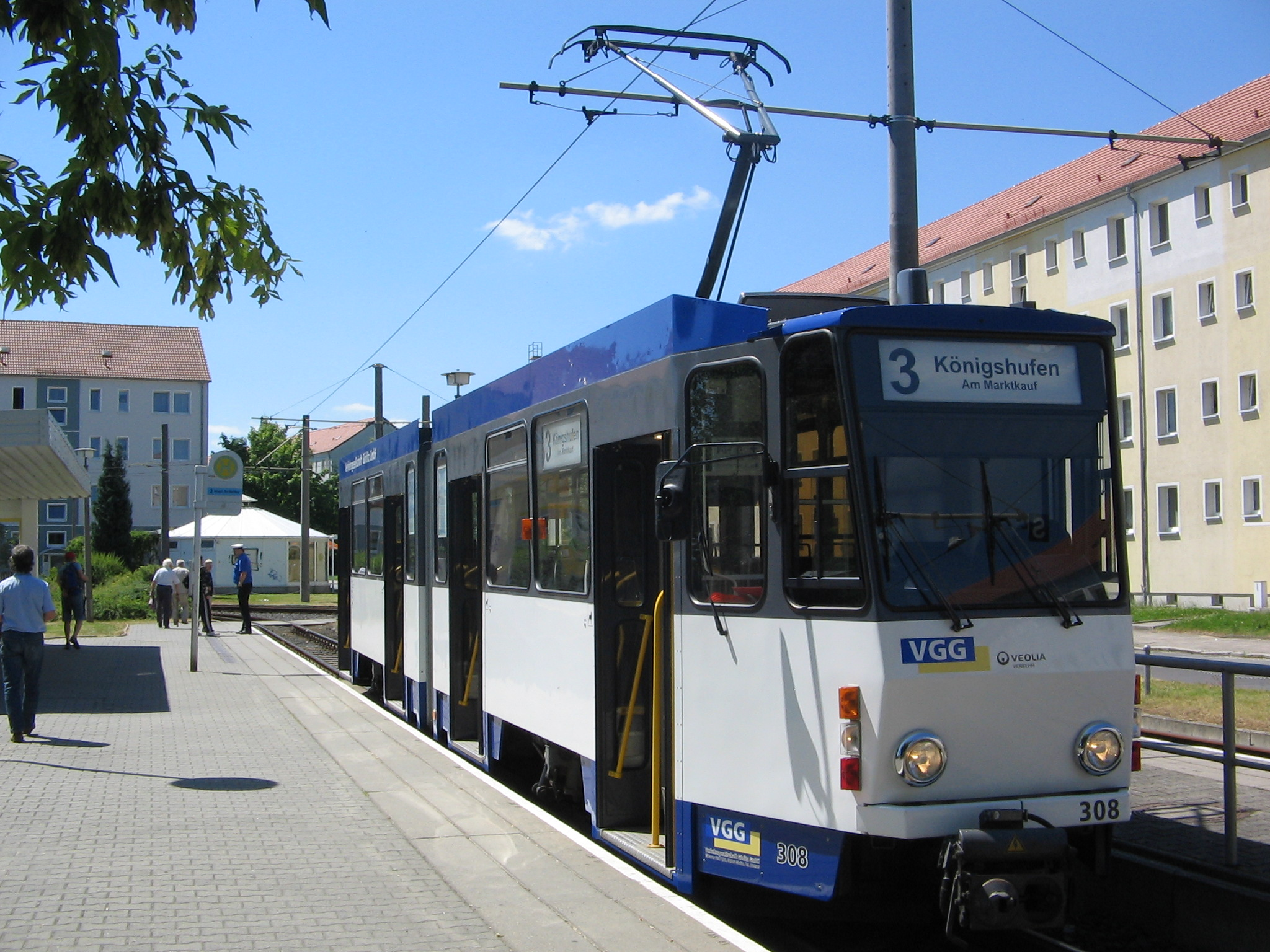
Straßenbahn an der Endhaltestelle Weinhübel

Weinhübel liegt an der Bundesstraße 99, die Görlitz mit dem südöstlichen Zipfel der Oberlausitz und der Stadt Zittau verbindet.
Der Weinhübler Bahnhaltepunkt im Westen des Stadtteils liegt an der Bahnstrecke Berlin–Görlitz und bietet Anschluss an die Regionalverkehrszüge der Linie RB 65 in Richtung Zittau über Hagenwerder sowie nach Cottbus über den Görlitzer Bahnhof. Die Züge werden von der Ostdeutschen Eisenbahn (ODEG) betrieben.
Der Stadtteil ist auch an den Öffentlichen Nahverkehr angebunden. Seit dem 7. August 1930 ist Weinhübel auch in das städtische Straßenbahnnetz, welches durch die Görlitzer Verkehrsbetriebe (GVB) betrieben wird, eingebunden. Hinzu kommen mehrere Buslinien der Görlitzer Verkehrsbetriebe (GVB) und der Kraftverkehrsgesellschaft Dreiländereck (KVG).
Straßenbahnlinie:
- Linie 1: Weinhübel – NeißePark

Stadtbuslinien:
- Linie E: Weinhübel – Hagenwerder – Tauchritz

- Linie F: Weinhübel – Kunnerwitz – Biesnitz

Überlandbuslinien:
- Linie 12: Görlitz – Ostritz – Zittau

- Linie 67: Görlitz – Bernstadt – Herrnhut